# Christophe Marichez
Christophe Marichez est un footballeur français né le 12 décembre 1974 à Hazebrouck. Il évoluait au poste de gardien de but. Il est l'entraîneur des gardiens du FC Metz.

## Biographie
Formé au RC Lens, Christophe Marichez rejoint l'effectif professionnel en 1996 mais ne parvient pas à s'imposer derrière des gardiens comme Guillaume Warmuz ou Cédric Berthelin. Malgré cela, il fait partie de l'effectif lensois qui remporte le titre de Champion de France 1998 puis la Coupe de la Ligue 1999. Il participe à six matchs avec les couleurs Sang & Or sur le dos et décide de quitter son club formateur pour gagner en expérience dans un club moins huppé, les Chamois niortais et la Division 2.
Sa première saison est assez difficile, son club joue le maintien et termine 15e. Sa deuxième est bien plus satisfaisante, Marichez et ses coéquipiers se hissent jusqu'en demi-finale de la Coupe de la Ligue et ratent la montée de peu en terminant au pied du podium, certainement émoussés par leur parcours en coupe. La saison 2001-2002 est moins prolifique puisque Niort termine à une décevante 11e place, ne confirmant pas les espoirs entrevus la saison précédente. Les deux saisons suivantes, le club s'installe progressivement dans le haut de tableau en finissant 6e puis 8e. Sa dernière saison est catastrophique, Christophe Marichez encaisse 55 buts sur la saison et voit son club terminer à une 19e place, synonyme de relégation en National, il quitte le club pour le FC Metz.
Il signe au FC Metz lors de la saison 2005-2006, malgré une place de troisième gardien et donc une perspective de temps de jeu limitée. Mais les blessures des deux portiers, Grégory Wimbée et Kossi Agassa, en fin de saison, l'envoient pour la première fois dans les cages messines contre l'Olympique de Marseille (1-0). 
Ayant prolongé son contrat à l'été 2006 et fort d'une expérience précieuse en Ligue 2, il en devient le portier titulaire et le capitaine de l'équipe mosellane. À la fin du championnat de Ligue 2 2006-2007, que le club mosellan remporte, il est nommé pour l'élection du meilleur gardien de Ligue 2, que décroche Stéphane Cassard, le portier du RC Strasbourg.
Il se blesse au début de la saison 2008-2009, laissant à Oumar Sissoko puis à Germano Vailati le soin de garder les cages messines, dont il avait été le portier tout au long de la saison précédente.
Il commence la saison 2010-2011 mais, il doit céder sa place au jeune et talentueux Joris Delle dès la 4e journée à cause d'une blessure qui le poussera des terrains durant plus de 6 mois.
Lors du match Metz - Nîmes, le 20 mai 2011, Dominique Bijotat, entraîneur du FC Metz, fait rentrer Christophe Marichez à la place d'Oumar Sissoko à la 89e minute devant un stade Saint-Symphorien plein, pour honorer son dernier match de sa carrière, puisqu'en juin 2011, il raccroche les gants.
Depuis 2012, il est l'entraîneur des gardiens du FC Metz.

## Carrière
- 1996 - 1999 :  RC Lens (6 matchs en Ligue 1)
- 2000 - 2005 :  Chamois niortais FC (185 matchs en Ligue 2)
- 2005 - 2011 :  FC Metz (43 matchs en Ligue 1, 83 matchs en Ligue 2)[1]

## Palmarès
- Champion de Ligue 2  en 2007 avec le FC Metz en tant que joueur.
- Champion de Ligue 2  en 2014 avec le FC Metz en tant qu'entraîneur des gardiens.
- Champion de Ligue 2  en 2019 avec le FC Metz en tant qu'entraîneur des gardiens.